# Zasavska
Zasavska is een statistische regio in Slovenië (NUTS3 code SI015). De regio's vormen in Slovenië geen bestuursniveau: Slovenië kent slechts het gemeentelijke en landelijke bestuur.

## Zasavska
Tot Zasavska behoren de volgende gemeenten:
| - Hrastnik | - Trbovlje | - Zagorje ob Savi |

Gorenjska · Goriška · Jugovzhodna Slovenija · Koroška · Notranjskokraška · Obalnokraška · Osrednjeslovenska · Podravska · Pomurska · Savinjska · Spodnjeposavska · Zasavska